# Mario Masciulli
Mario Elbano Masciulli Manelli, barón de Miglianico (Livorno, Italia 15 de septiembre de 1909- Caracas, Venezuela 16 de octubre de 1991) Fue un militar y destacado Ingeniero Italiano de la Regia Marina, Mayor del Genio Navale y perteneciente a la reconocida Decima Flottiglia MAS, como director de la Oficina de Armas Subaqueas Secretas durante la Segunda Guerra Mundial. Fue Condecorado con la Medalla de Plata al Valor Militar.

## Primeros años, carrera militar
Entra en la Academia Naval de Livorno en 1925, resultando número uno en el examen de admisión, de entre un numeroso grupo de estudiantes. Más adelante fue enviado al Politécnico de Turín, donde obtiene con honores el título de Ingeniero Industrial, obteniendo luego un doctorado en Ingeniería Mecánica.

## Segunda Guerra Mundial
“(…) Al mismo tiempo, valiéndome del trabajo silencioso, tenaz y competente de un técnico de gran capacidad, el Mayor de armas navales Mario Masciulli (…).
Junio Valerio Borghese

Para el inicio de la guerra en 1939, se encontraba realizando estudios técnicos a bordo de distintas máquinas de guerra como el Acorazado Andrea Doria y el Submarino Scirè donde familiarizó con el Príncipe Junio Valerio Borghese, para aquel entonces comandante de dicho submarino, a quien ya conocía de sus años en la Academia, haciéndose buenos amigos.

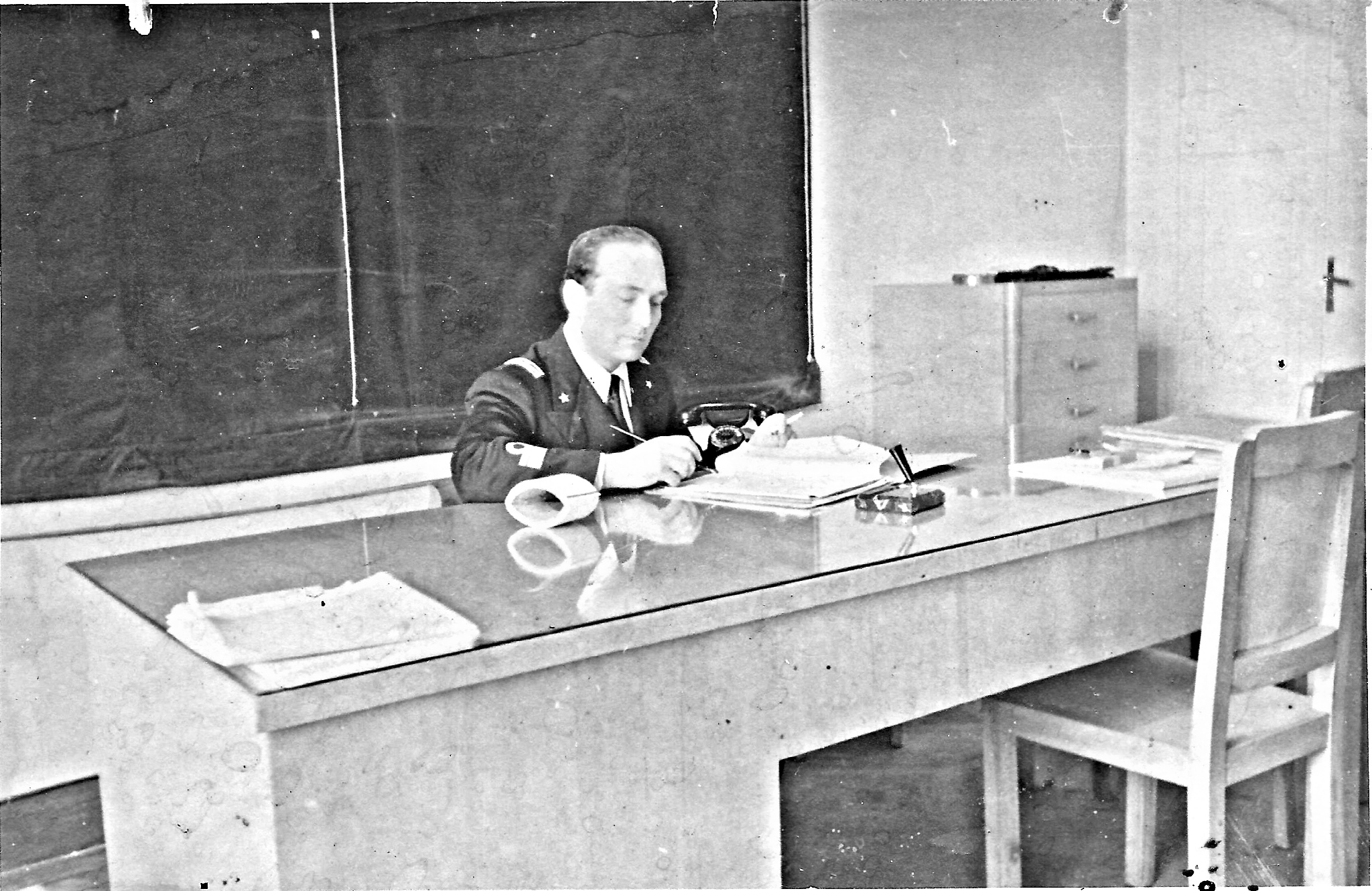
1941, Oficina de Armas Subaquáticas Secretas

Para 1940, es solicitado directamente por Borghese, para formar parte de la recién reestructurada Decima Flottiglia MAS. Junto al capitán Travaglini, paso a encargarse de la Oficina de Armas Subaqueas Secretas, donde, luego de varias perdidas y los fallidos ataques a la base Británica en Malta realizan el perfeccionamiento de los primeros torpedos humanos SLC (Siluro a lenta Corsa, diseñados originalmente por Teseo Tesei), apodados “Maiale” (Cerdo, en español), eliminando la causa de muchos inconvenientes. Se comenzó la construcción de un diseño análogo, pero de características notablemente superiores, fruto de la experiencia adquirida y el progreso de la ciencia y la tecnología industrial. Lanzado desde un submarino grande, dos hombres maniobraban desde una cabina descubierta. Una vez cerca del barco colocaban los explosivos con un temporizador.
Como Director de la Oficina de Armas Subaquáticas Secretas se ocupó también del diseño y perfeccionamiento constante de los MAS (Motoscafo Armato Silurante), lanchas motoras de entre 20 y 30 toneladas de desplazamiento, una tripulación de 10 hombres y armadas con dos torpedos (Siluro a Lenta Corsa), además de varias ametralladoras y en ocasiones un cañón de pequeño calibre.
El más grande éxito atribuido a los Maiale fue el del 19 de diciembre de 1941, cuando los Tenientes Luigi Durand de la Penne y Bianchi lograron llevar los Maiale hasta la defensa del puerto de Alejandría, Egipto y dañaron severamente dos acorazados Británicos (H.M.S Valiant y H.M.S Queen Elizabeth)
Otras armas fueron proyectadas y construidas por la Oficina de Armas Subaquáticas Secretas: minas acústicas y bombas incendiarias las cuales estaban diseñadas para que los pilotos de los torpedos pudieran introducirlas en los puertos enemigos.

## Siluro San Bartolomeo
En el empleo de los "Siluro a Lenta Corsa", tanto en la prueba dentro del arsenal como afuera en mar abierto, y aún más en el uso en guerra se habían evidenciado algunas limitaciones. La mejoría en los materiales disponibles para el ensamblaje y la nueva tecnología desarrollada paralelamente, llevaron a un producto muy superior al punto de no poderlo identificar ya como una derivación de los “Maiale” Nació así el “Siluro San Bartolomeo”, de un proyecto dirigido y desarrollado por el Ingeniero y Mayor del Genio Naval Mario Masciulli y del Capitán G.N Travaglino, con ayuda del Ingeniero Guido Cattaneo. Ayudándose también con la dirección de Armas Subaquáticas del arsenal de La Spezia.

## Armisticio, 8 de septiembre de 1943
El nuevo Gobierno italiano de Pietro Badoglio firmó un Armisticio con los Aliados. Los Ataques en Gibraltar, usando el nuevo y más grande Reemplazo del Siluro a Lenta Corsa, (el Siluro San Bartolomeo) y una incursión planeada hacia la Ciudad de Nueva York fueron suspendidas debido a la rendición de Italia.

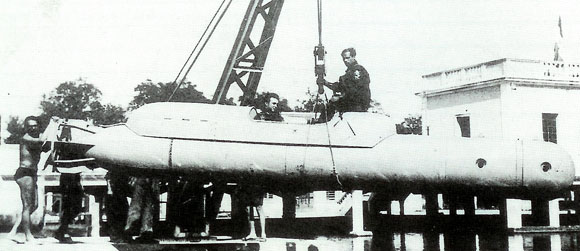
1943, prueba del Siluro San Bartolomeo

Para la fecha del armisticio había disponible solo 3 ejemplares del SSB, dos que se quedaron en La Spezia y uno enviado a Venecia, que fue encontrado al final de la Guerra. Los dos torpedos de la Spezia fueron consignados al Grupo Operativo de la Castaña, una vieja batería de la Decima MAS a las órdenes del Teniente de Bagel Augusto Jacobacci, piloto de los torpedos San Bartolomeo.

## Después de la Guerra
El Ingeniero Mario Masciulli resultó herido de una pierna y ambas manos, por un accidente técnico en 1943, mientras hacía una prueba personal a bordo de un Maiale. Después de la Guerra fue ascendido al rango de Coronel, siempre mantuvo estrecho contacto con Borghese.

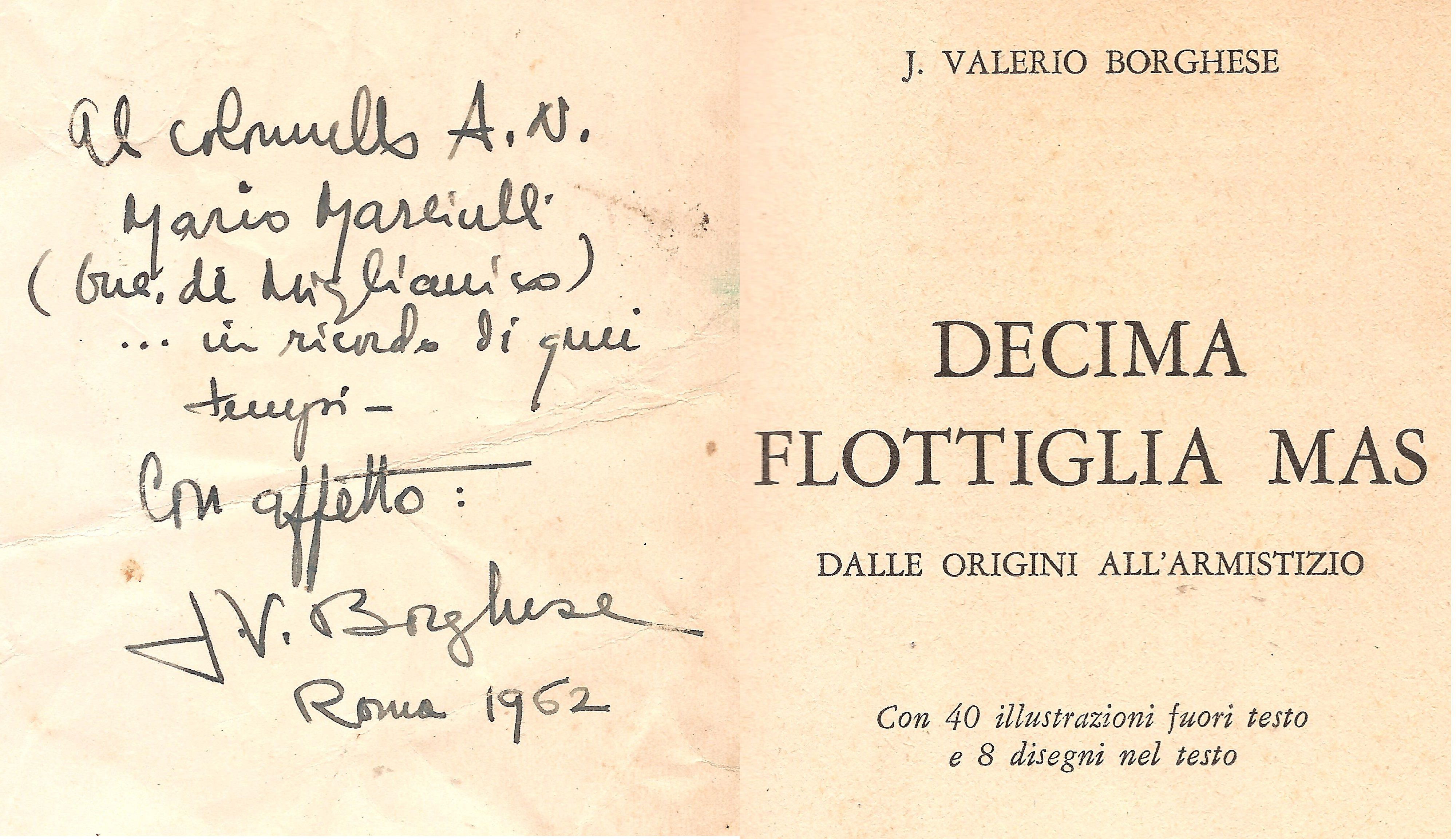
Detalle del libro Decima Flottiglia MAS de Borghese. Se lee: "Al Coronel Mario Masciulli (barón de Miglianico. En recuerdo de aquellos tiempos..."

Posteriormente se desempeña durante varios años como Director de la importante compañía "Pirelli", con sede en Milano. La compañía ya había evidenciado su competencia y gran capacidad cuando el ingeniero Mario, como jefe de la Oficina de Armas Subaqueas Secretas, les solicitaba material para la elaboración de los trajes utilizados por los "Hombres Rana".
En 1957 conoce en Milano, Italia al Vicealmirante Carlos Larrazabal Ugueto, agregado Militar de Venezuela en Italia y hermano del próximo Presidente de la Junta de Gobierno Wolfang Larrazabal. Es solicitado entonces, por sus amplios conocimientos, para enseñar en La Escuela Naval y decide trasladarse y establecerse en Caracas.
El resto de su vida se desempeñó como empresario junto con varios Italianos que también habían pertenecido a la Regia Marina.
Murió en Caracas, de causas naturales el 16 de octubre de 1991, en paz.